# ادوکسابان
ادوکسابان (انگلیسی: Edoxaban) (با نام تجاری Lixiana)، یک داروی ضدانعقاد و یک مهارکننده مستقیم فاکتور Xa است. ادوکسابان از راه دهان تجویز می‌شود.
ترکیبآان با وارفارین عوارض جانبی دارویی کمتری دارد.
این دارو در ژوئیه ۲۰۱۱ در ژاپن برای پیشگیری از ترومبوآمبولی وریدی به دنبال جراحی ارتوپدی اندام تحتانی تأیید شد. همچنین در ژانویه ۲۰۱۵ توسط سازمان غذا و داروی آمریکا (FDA) برای پیشگیری از سکته مغزی و آمبولی سیستمیک سیستم عصبی غیر مرکزی تأیید شد. در ژوئن ۲۰۱۵ برای استفاده در اتحادیه اروپا تأیید شد. ادوکسابان در فهرست داروهای ضروری سازمان بهداشت جهانی قرار دارد.

## کاربرد پزشکی
در ایالات متحده، ادوکسابان برای درمان ترومبوز ورید عمقی و آمبولی ریوی پس از پنج تا ده روز درمان اولیه با یک ضد انعقاد تزریقی تجویز ممی‌شود. همچنین برای کاهش خطر لخته شدن خون در افراد مبتلا به فیبریلاسیون دهلیزی بدون دریچه نشان داده شده‌است.
در اتحادیه اروپا، ادوکسابان برای جلوگیری از لخته شدن خون در افراد مبتلا به فیبریلاسیون دهلیزی غیر دریچه‌ای که حداقل یک عامل خطر مانند سکته قبلی، فشار خون بالا (فشار خون بالا)، دیابت، نارسایی احتقانی قلب یا وجود دارند در سن ۷۵ سال یا بیش‌تر و همچنین برای درمان ترومبوز ورید عمقی و آمبولی ریه و جلوگیری از بروز دوباره هر یک از اینها به کار می‌رود.

## موارد منع مصرف
ادوکسابان اغلب در افراد منع مصرف دارد:
- افراد با خونریزی پاتولوژیک فعال
- کسانی که باردار یا شیرده هستند
- کسانی که شرایطی دارند که خطر خونریزی را افزایش می‌دهد. مثال‌ها: بیماری کبد مرتبط با انعقاد و خطر خونریزی مرتبط، زخم گوارشی فعلی یا اخیر، نئوپلاسم‌های بدخیم با خطر بالای خونریزی، آسیب اخیر مغزی یا آسیب نخاعی، جراحی اخیر مغز، ستون فقرات یا چشم، واریس‌های مری شناخته شده یا مشکوک، واریس‌های مری آنوریسم یا ناهنجاری‌های بزرگ عروق داخل نخاعی یا داخل مغزی
- کسانی که فشار خون بالا کنترل نشده و شدید دارند
- کسانی که از سایر داروهای ضد انعقاد استفاده می‌کنند

ادوکسابان توسط مهارکننده‌های قوی P-glycoprotein (P-gp) زیر تقویت می‌شود: سیکلوسپورین، دروندارون یا اریترومایسین یا کتوکونازول. مصرف همزمان این داروها و ادوکسابان ممکن است به دوزهای ۳۰ میلی‌گرمی ادوکسابان (به جای ۶۰ میلی‌گرم) نیاز داشته باشد. اثربخشی ادوکسابان ممکن است در صورت استفاده از القاء کننده‌های قوی P-gp مانند فنی‌توئین، کاربامازپین، فنوباربیتال یا خار مریم کاهش یابد. در صورت استفاده از این داروها با ادوکسابان، احتیاط توصیه می‌شود.
با ضد پلاکت‌ها، NSAIDها، SSRIها و SNRIها تعامل دارد.
پایین‌تر از وارفارین در فیبریلاسیون دهلیزی غیردریچه‌ای با کلیرانس کراتینین (CrCl) بیشتر از ۹۵ میلی‌لیتر در دقیقه.

## اثرات نامطلوب
ممکن است از هر ۱۰ نفر ۱ نفر را تحت تأثیر قرار دهد:
- معده درد
- نتایج غیرطبیعی آزمایش خون که عملکرد کبد را اندازه‌گیری می‌کند
- کم خونی
- خونریزی از پوست، بینی، واژن، روده، دهان، گلو یا معده
- کهیر
- ادرار خونی
- سرگیجه
- احساس بیماری
- سردرد
- خارش

ممکن است از هر ۱۰۰ نفر ۱ نفر را تحت تأثیر قرار دهد:
- خونریزی در چشم، مغز، پس از عمل جراحی یا سایر انواع خونریزی
- خون در تف هنگام سرفه
- کاهش شمار پلاکت‌ها در خون
- واکنش آلرژیک

ممکن است از هر ۱۰۰۰ نفر ۱ نفر را تحت تأثیر قرار دهد: خونریزی در عضلات، مفاصل، شکم، قلب یا درون جمجمه.

## مصرف بیش از حد
مصرف بیش از حد ادوکسابان می‌تواند باعث خونریزی جدی شود. تا آوریل ۲۰۲۱ هیچ پادزهر تأیید شده‌ای برای مصرف بیش از حد ادوکسابان وجود ندارد. همودیالیز به میزان قابل توجهی در پاکسازی ادوکسابان کمک نمی‌کند. آندگزانت آلفا به عنوان یک پادزهر برای مصرف بیش از حد ادوکسابان مورد مطالعه قرار گرفته‌است، اما تنها از سال ۲۰۱۹ برای معکوس کردن اثرات ریواروکسابان و آپیکسابان توسط FDA و EMA تأیید شده‌است.

## مکانیسم عمل
ادوکسابان یک مهارکننده مستقیم، انتخابی، برگشت‌پذیر و رقابتی عامل انسانی Xa با مقدار ثابت مهاری (Ki) ۰٫۵۶۱ نانومولار است. در انعقاد، فاکتور مهار نشده Xa یک کمپلکس پروترومبیناز با فاکتور Va روی سطوح پلاکتی تشکیل می‌دهد. پروترومبینازها پروترومبین‌ها را به ترومبین تبدیل می‌کنند. ترومبین‌ها فیبرینوژن‌های محلول در خون را به فیبرین‌های نامحلول تبدیل می‌کنند که اجزای اصلی لخته‌های خون هستند.

## فارماکوکینتیک
در انسان، دوزهای خوراکی ۱۵۰–۱۵ میلی‌گرم ادوکسابان ۱–۲ ساعت پس از مصرف به بیشینه غلظت خود در خون می‌رسد. با دوزهای ۶۰ میلی‌گرمی از ایزوتوپ نشان‌دار ادوکسابان، ۹۷ درصد از کل تابش پس از تجویز خوراکی، ۶۲ درصد از مدفوع و ۳۵ درصد از ادرار شناسایی شد. ۴۹٪ از کل تشعشعات مدفوع و ۲۴٪ از ادرار از ادوکسابان و بقیه از متابولیت‌های آن بود.
متابولیسم بیشتر از طریق CES1، CYP3A4، CYP3A5 و هیدرولیز آنزیمی انجام می‌شود. CES1 کربن‌های آمید ثالثیه کربونیل ادوکسابان‌ها را به گروه‌های اسید کربوکسیلیک اکسید می‌کند. CYP3A4 و CYP3A5 ادوکسابان‌ها را از طریق هیدروکسیلاسیون یا دی متیلاسیون اکسید می‌کنند. در هیدرولیز، بخش ۲-آمینو-۵~کلروپیریدین ادوکسابان حذف می‌شود. گلوکورونیداسیون به میزان کمتری از طریق گلوکورونوزیل ترانسفرازها رخ می‌دهد.